# A szörfös
A szörfös (eredeti cím: The Surfer) 2024-ben bemutatott ausztrál–ír filmthriller, amelyet Thomas Martin forgatókönyvéből Lorcan Finnegan rendezett. A főbb szerepekben Nicolas Cage és Julian McMahon látható.
A film világpremierje a 77. cannes-i filmfesztivál éjféli vetítések szekciójában volt 2024. május 18-án. 2025. május 2-án mutatták be az Amerikai Egyesült Államokban, míg május 9-én Írországban és az Egyesült Királyságban, május 15-én pedig Ausztráliában. Magyarországon május 15-én jelent meg a Fórum Hungary forgalmazásában.

## Cselekmény
A szörfös hazatér szülővárosába, hogy visszavásárolja gyermekkori otthonát családja számára. Magával viszi tinédzser fiát, a kölyköt arra az idilli ausztrál tengerpartra, ahol gyermekkora nagy részét töltötte, hogy együtt szörfözzenek. A partot azonban helyi szörfösök védik, akiket Scally, egy önjelölt guru vezet, aki elszántan meg akarja óvni a strandot a „kívülálló” nem-helyiektől. Scally és emberei elűzik őket, ami mélyen megalázza a kölyköt, és el akarja hagyni a várost. A szörfös hazaviszi fiát, majd egyedül tér vissza a partra.
Miközben kétségbeesetten próbálja lezárni a házvásárlási ügyletet karácsony előtt, a szörfös számos hívást intéz, hogy előteremtse a szükséges pénzt, de bankja és hitelezői rendre elutasítják. Az első napon találkozik a csavargóval, aki egy lerobbant kombiban él. Miközben együtt figyelik Scallyt és bandáját egy távcsövön keresztül, a csavargó elmeséli, hogy Scally meggyilkolta a fiát, és annak kutyáját is.
Nem hajlandó távozni, így azon az éjszakán, miközben a szörfös a mosdóban van, a helyiek ellopják a szörfdeszkáját, és megrongálják az autóját, ami fizikai összetűzéshez vezet. Másnap reggel megérkezik a rendőrség, de kiderül, ők is Scally bandájához tartoznak, és azt tanácsolják a szörfösnek, mihamarabb hagyja el a strandot, amit azonban nem tud megtenni, mert Lexusának akkumulátora lemerült.
Aznap egy fotósnő segít neki beindítani az autót, és lefényképezi őt, ahogy mellette áll. Miután a fotós távozik, a szörfös telefonja is lemerül, és mivel nincs töltője, nem tud ételt vásárolni a közeli büfében, mivel minden bankkártyája digitálisan volt elmentve. Egy csésze kávéért és a telefon feltöltéséért cserébe apja karóráját hagyja zálogként a büfésnél. Étel és ital nélkül, de továbbra is elszántan kitartva, a szörfös lassan elveszíti józan eszét. Miután összetűzésbe keveredik ingatlanügynökével, aki azt állítja, nem ismeri őt, rájön, hogy a büfé bezárt, így a telefonját és az óráját sem tudja visszaszerezni. Az őt korábban figyelmeztető rendőr visszatér, és követeli, hogy mozdítsa el az autóját, amit most már nem is Lexusként, hanem a korábban a csavargó által használt, lerobbant Subaruként azonosít. Mivel nincs hová mennie, a szörfös beköltözik a csavargó autójába, és magára veszi a cápafogas nyakláncot, amelyről a csavargó azt állította, hogy a fia nyerte egy szörfversenyen, mielőtt Scally és bandája megölte.
A fotósnő visszatér, és megmutatja a szörfösnek (aki ekkorra már az éhezés és kiszáradás határára került) azt a képet, amit korábban készített róla, ezzel bebizonyítja, hogy valóban ő az, akinek gondolta magát, és nem a csavargó. A szörfös dühösen és kétségbeesetten a partra megy, ahol megküzd Pitbullal, és kis híján megfullasztja. A verekedés után Scally ellátja sebeit, majd felfedi, az egész megpróbáltatás egy próba volt, hogy kiderüljön: méltó-e a szörfös arra, hogy megvásárolja a házat. Hogy végképp bizonyítsa megbízhatóságát, Scally arra kényszeríti, hogy égesse el a csavargó autóját.
Miután végre szabadon szörfözhet, a szörfös, a kölyök, Scally és a banda visszatérnek a tengerpartra, ám ott megjelenik a csavargó, kezében fegyverrel. A legtöbb bandatagot elengedi, de ragaszkodik hozzá, hogy Scally, a szörfös és a gyerek maradjanak, mert — szerinte — ők is ugyanazokká a kegyetlen helyiekké váltak, akik annak idején őt terrorizálták.
Végül a szörfös visszaadja a csavargónak a cápafogas nyakláncot, így meggyőzve őt, hogy engedje szörfözni őt és a fiát. Ahogy a szörfös és a kölyök végre bevetik magukat az óceánba, a csavargó kivégzi Scallyt, majd önmagával is végez.

## Szereplők
| Szerep            | Színész            | Magyar hang |
| ----------------- | ------------------ | ----------- |
| A szörfös         | Nicolas Cage       |             |
| Scally            | Julian McMahon     |             |
| A csavargó        | Nic Cassim         |             |
| A fotós           | Miranda Tapsell    |             |
| Pitbull           | Alexander Bertrand |             |
| A rendőr          | Justin Rosniak     |             |
| A kölyök          | Finn Little        |             |
| Az ingatlanügynök | Rahel Romahn       |             |
| Jenny             | Charlotte Maggi    |             |

## A film készítése
A filmet a Lunada Bay Boys ihlette. Nicolas Cage szereplését 2023 májusában jelentették be.  A film ausztrál és ír koprodukcióban készült. A Tea Shop Productions, az Arenamedia, a Lovely Productions és a Gramercy Park Media gyártotta, az ausztrál Screenwest támogatásával. 2023 októberében és novemberében bejelentették, hogy Cage Yallingupban forgatott jeleneteket. A forgatás 2023 decemberében fejeződött be.

## Bemutató
A szörfös világpremierje a 77. cannes-i fesztivál éjféli vetítések szekciójában volt 2024. május 18-án. 2025. január 31-én az 54. Rotterdami Nemzetközi Filmfesztiválon is vetítették. A Roadside Attractions és a Lions Gate Entertainment 2025. május 2-án mutatta be az Amerikai Egyesült Államokban. Írországban és az Egyesült Királyságban a Vertigo Releasing forgalmazásában került a mozikba május 9-én. Ezt követően a Madman Films május 15-én jelentette meg Ausztráliában.

## Fogadtatás
A Rotten Tomatoes weboldalon 85%-os értékelést kapott 125 kritika alapján, az átlagos értékelése 7,3 pont a 10-ből. Az oldal szöveges összefoglalója szerint: „Nicolas Cage mesterien lovagolja meg a mérgező férfiasság hullámait ebben a homokkal teli gyötrelem arénában.” A Metacritic oldalán 100-ból 67 pontot kapott (26 pozitív kritika alapján), ami „általánosságban kedvező” értékelést eredményezett. Josh Slater-Williams az IndieWire-től „B-”-re értékelte a filmet. Xan Brooks a The Guardiantól ötből négy csillagot adott a filmre, és „egy pompásan őrült B-filmes thrillernek” nevezte.